# Downhill Domination
Downhill Domination är ett racingspel utvecklat av Incognito Entertainment och utgivet av Sony Computer Entertainment och Codemasters. Spelet släpptes den 22 juli 2003 i USA och över hela världen den 12 februari 2004 exklusivt för Playstation 2. 

## Gameplay
Spelet är baserat på en fiktiv racing händelse med fiktiva förare tillsatt med några professionella förare som spelaren kan låsa upp. Spelet skiljer sig från vanliga motorcykelracingspel, där föraren konstant åker utför nedförsbacke på grund av banornas lutning. Föraren kan också attackera andra förare från både vänster och höger med antingen händer, fötter eller vapen. Dessa attacker kan uppgraderas genom att utföra olika konster eller att samla upp power ups. Spelet har även en motorcykelaffär där spelaren kan köpa olika upplåsbara grunkor till motorcykeln. Upp till fyra spelare kan tävla mot varandra i spelet.